# Месплед
Меспле́д (фр. Mesplède) — коммуна во Франции, находится в регионе Аквитания. Департамент — Атлантические Пиренеи. Входит в состав кантона Арти-э-Пеи-де-Субестр. Округ коммуны — По.
Код INSEE коммуны — 64382.

## География

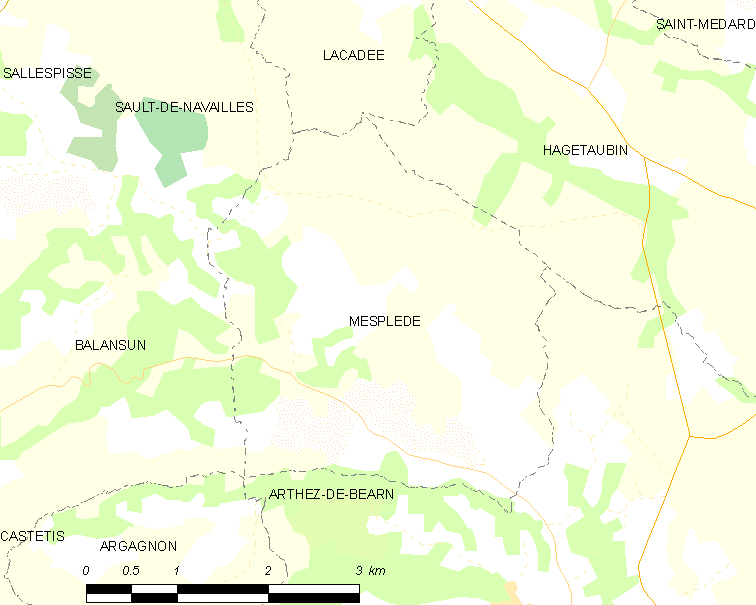
Карта коммуны

Коммуна расположена приблизительно в 640 км к югу от Парижа, в 150 км южнее Бордо, в 32 км к северо-западу от По.

### Климат
Климат тёплый океанический. Зима мягкая, средняя температура января — от +5°С до +13°С, температуры ниже −10 °C бывают редко. Снег выпадает около 15 дней в году с ноября по апрель. Максимальная температура летом порядка 20-30 °C, выше 35 °C бывает очень редко. Количество осадков высокое, порядка 1100 мм в год. Характерна безветренная погода, сильные ветры очень редки.

## Население
Население коммуны на 2010 год составляло 316 человек.
| 1962 | 1968 | 1975 | 1982 | 1990 | 1999 | 2010 |
| ---- | ---- | ---- | ---- | ---- | ---- | ---- |
| 373  | 359  | 375  | 333  | 358  | 331  | 316  |

## Администрация
| Период | Период | Фамилия        | Партия | Примечания |
| ------ | ------ | -------------- | ------ | ---------- |
| 1995   | 2008   | Бернар Лафит   |        |            |
| 2008   | 2020   | Режи Кассаруме |        |            |

## Экономика
В 2010 году среди 202 человек трудоспособного возраста (15-64 лет) 151 были экономически активными, 51 — неактивными (показатель активности — 74,8 %, в 1999 году было 72,1 %). Из 151 активных жителей работали 143 человека (81 мужчина и 62 женщины), безработных было 8 (3 мужчин и 5 женщин). Среди 51 неактивных 14 человек были учениками или студентами, 29 — пенсионерами, 8 были неактивными по другим причинам.

## Достопримечательности
- Церковь Св. Германа (1892 год)[4]

## Фотогалерея

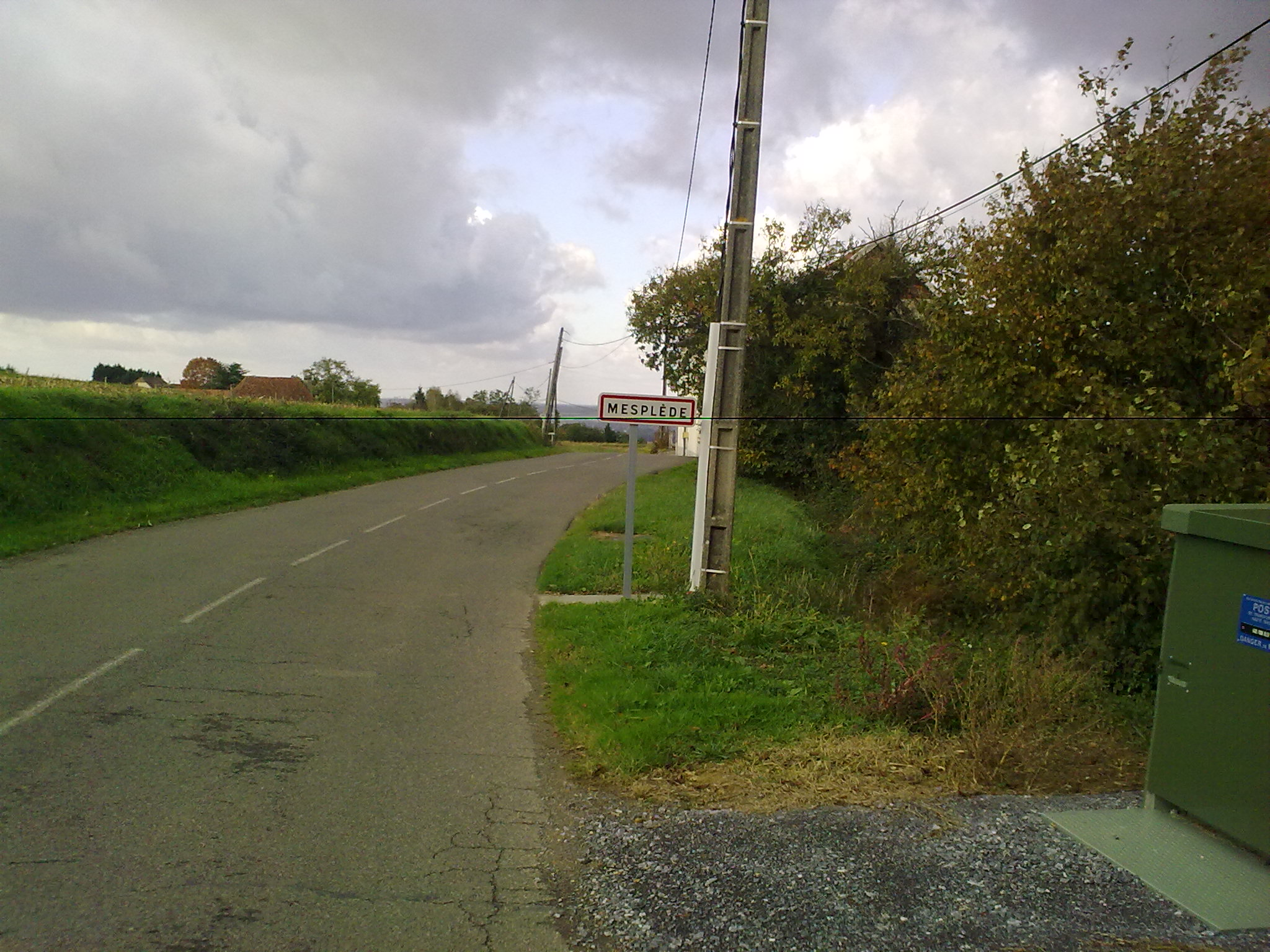
Въезд в Месплед
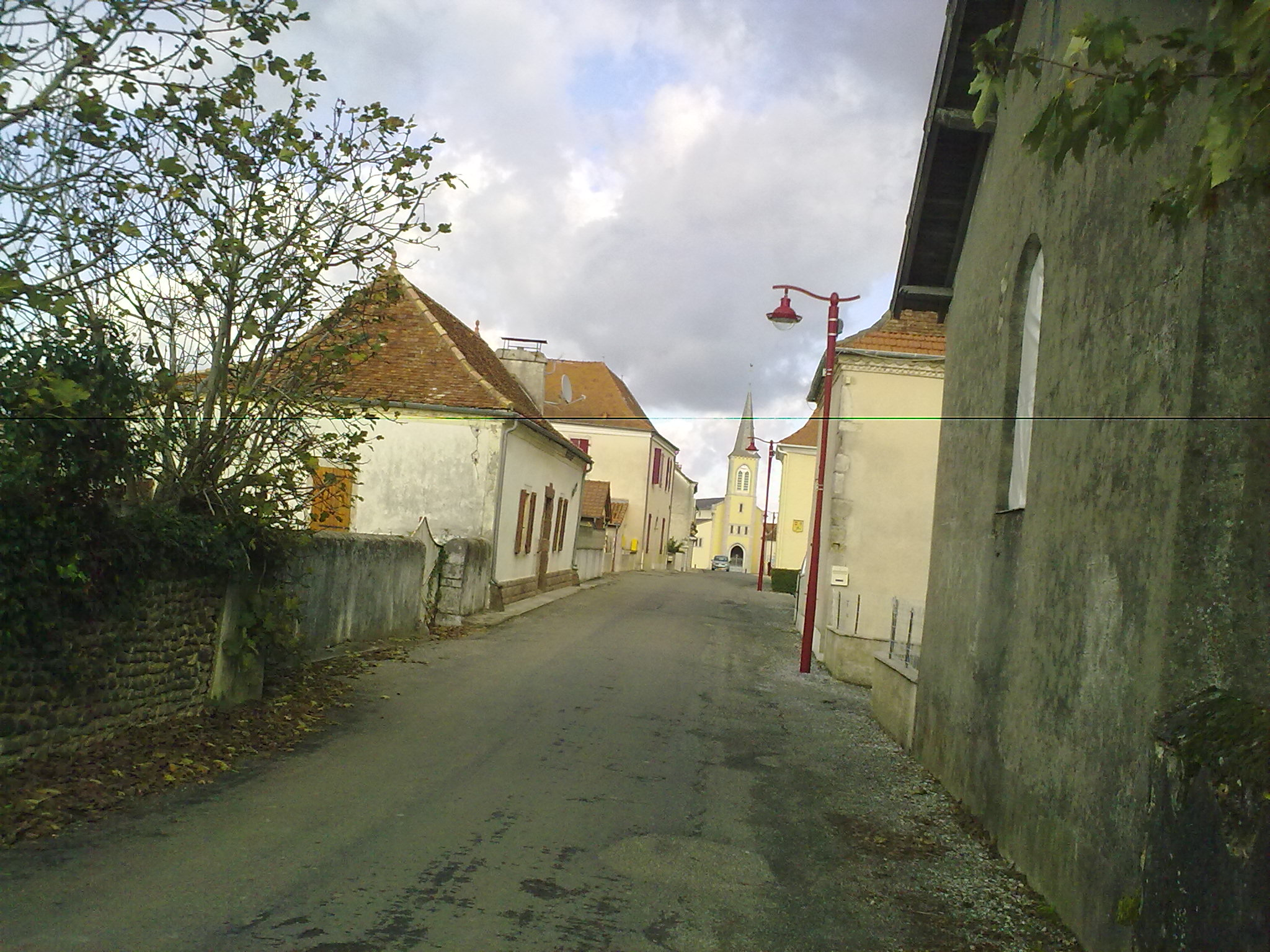
Месплед
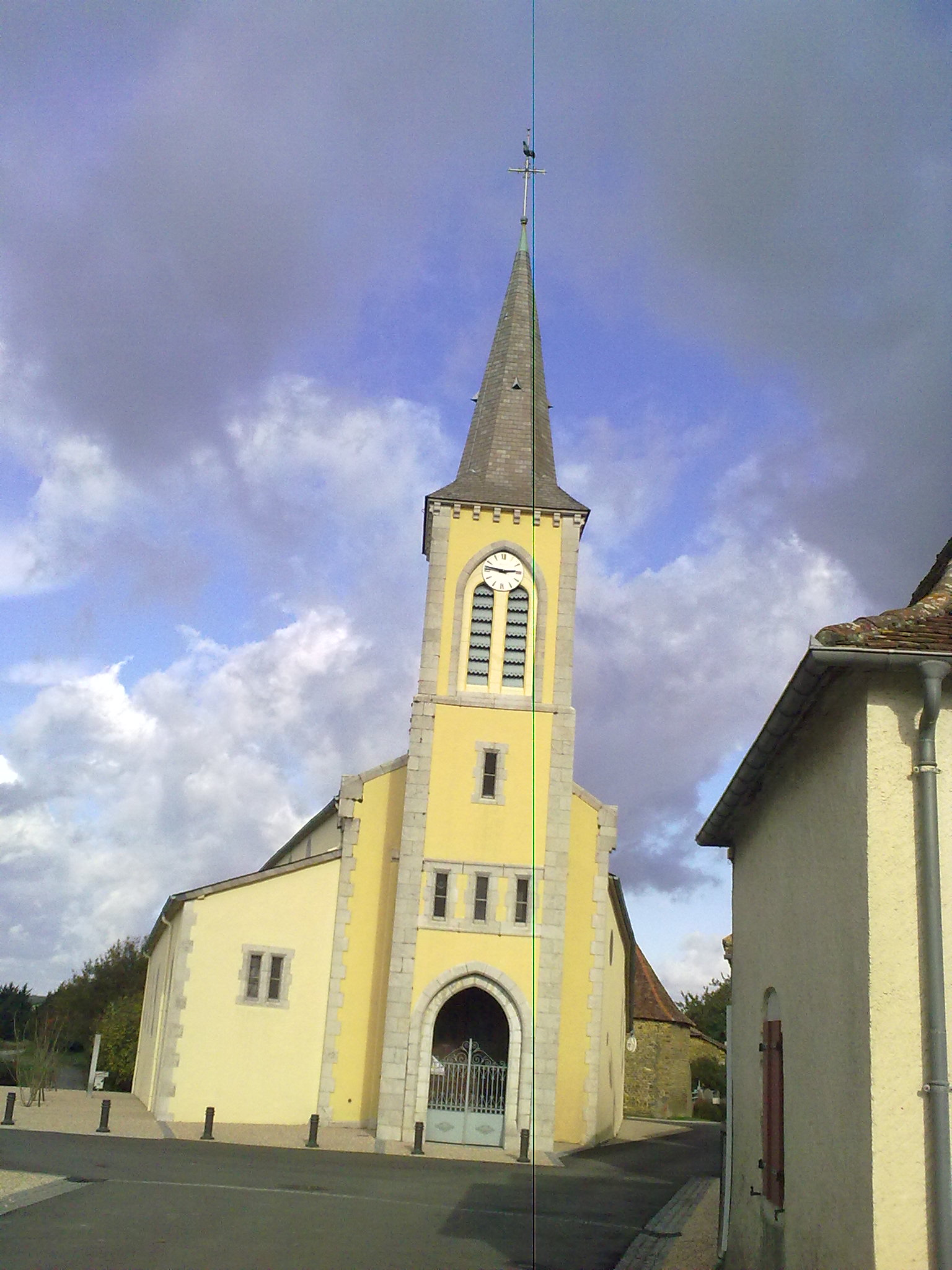
Церковь Св. Германа
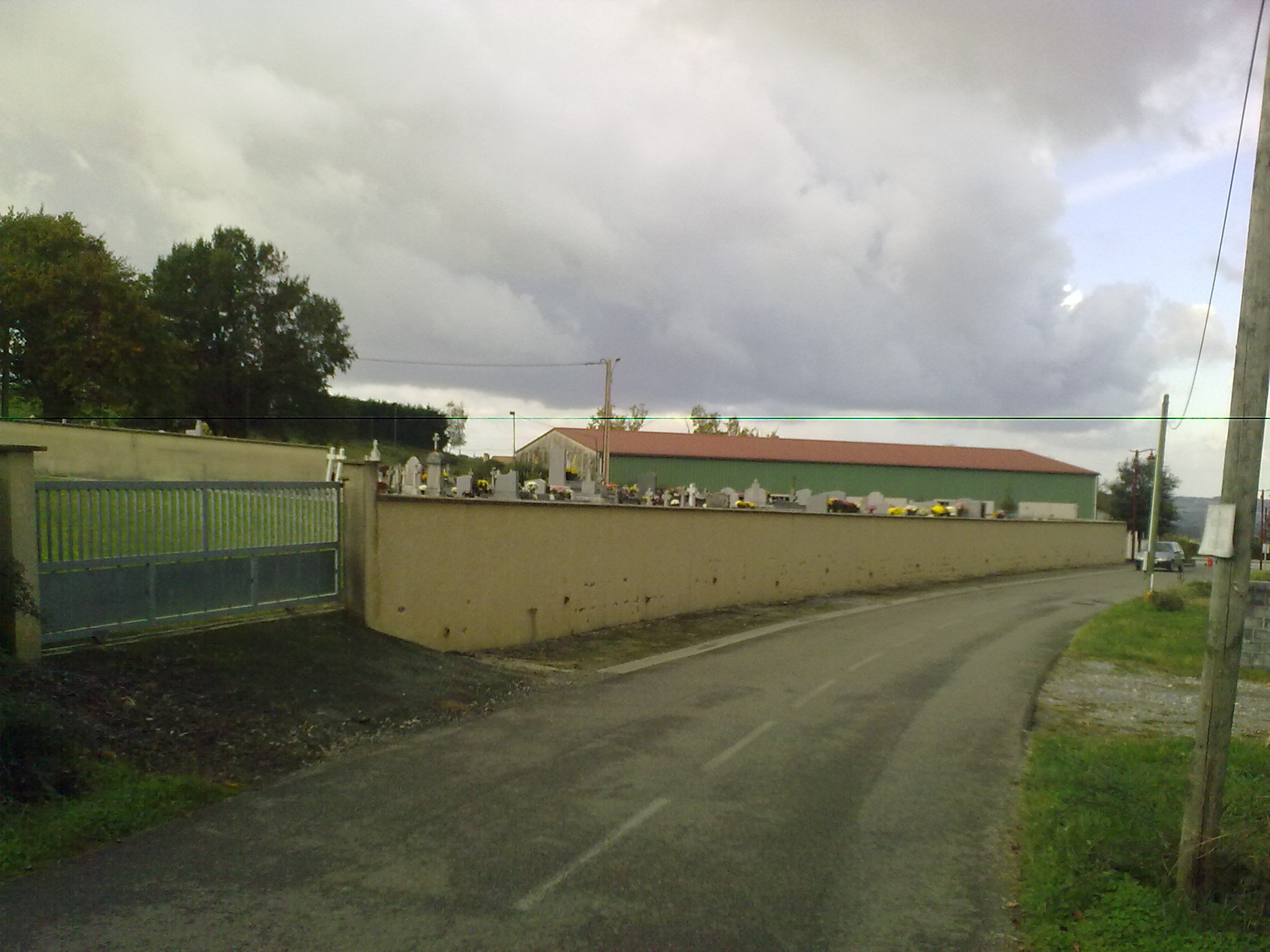
Кладбище